# Seilstab

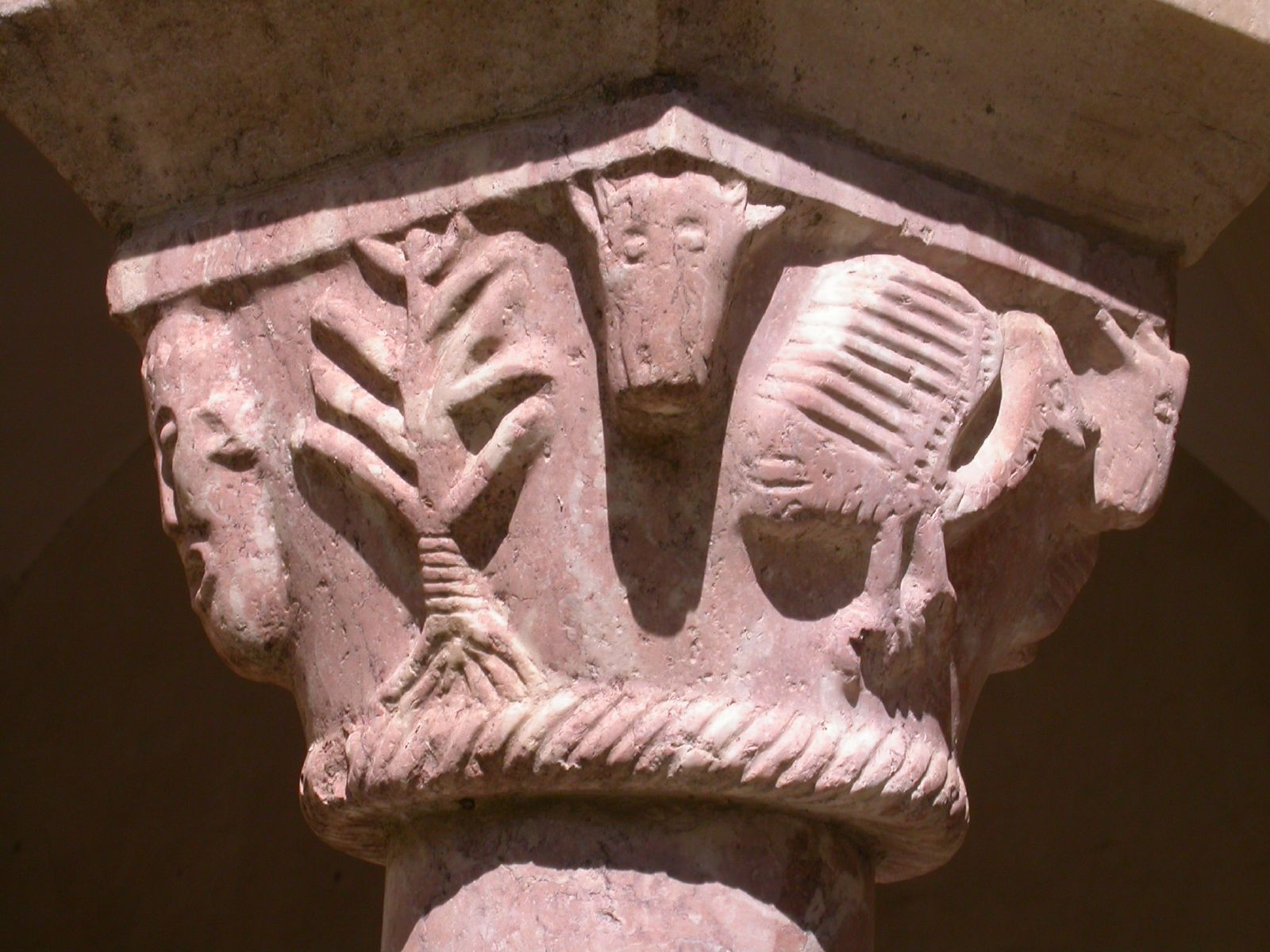
Kapitell mit Seilstabprofil als Halsring, Kreuzgang der ehemaligen Abtei Saint-Génis-des-Fontaines (13. Jahrhundert)

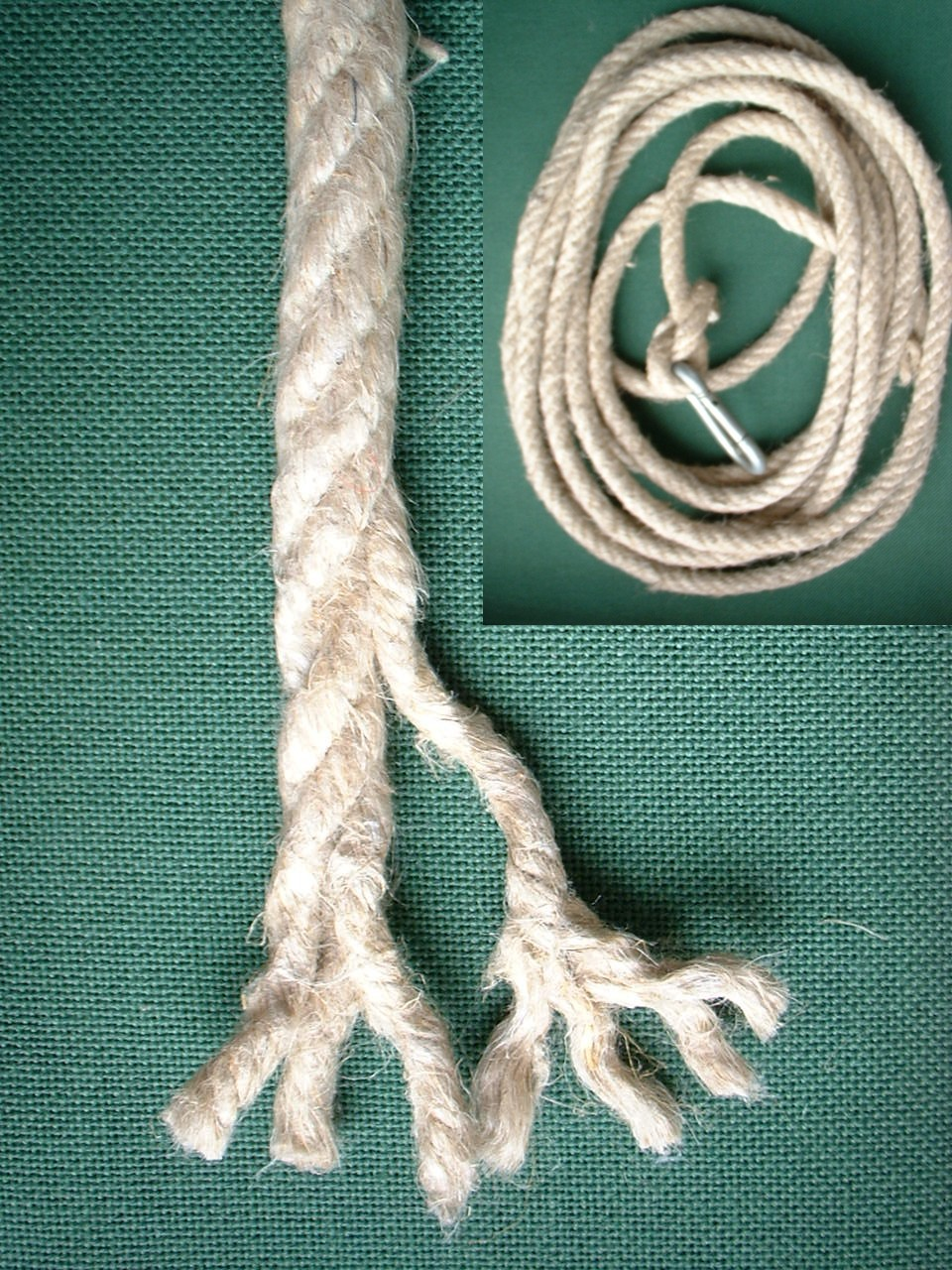
Hanfseil als gestalterisches Vorbild

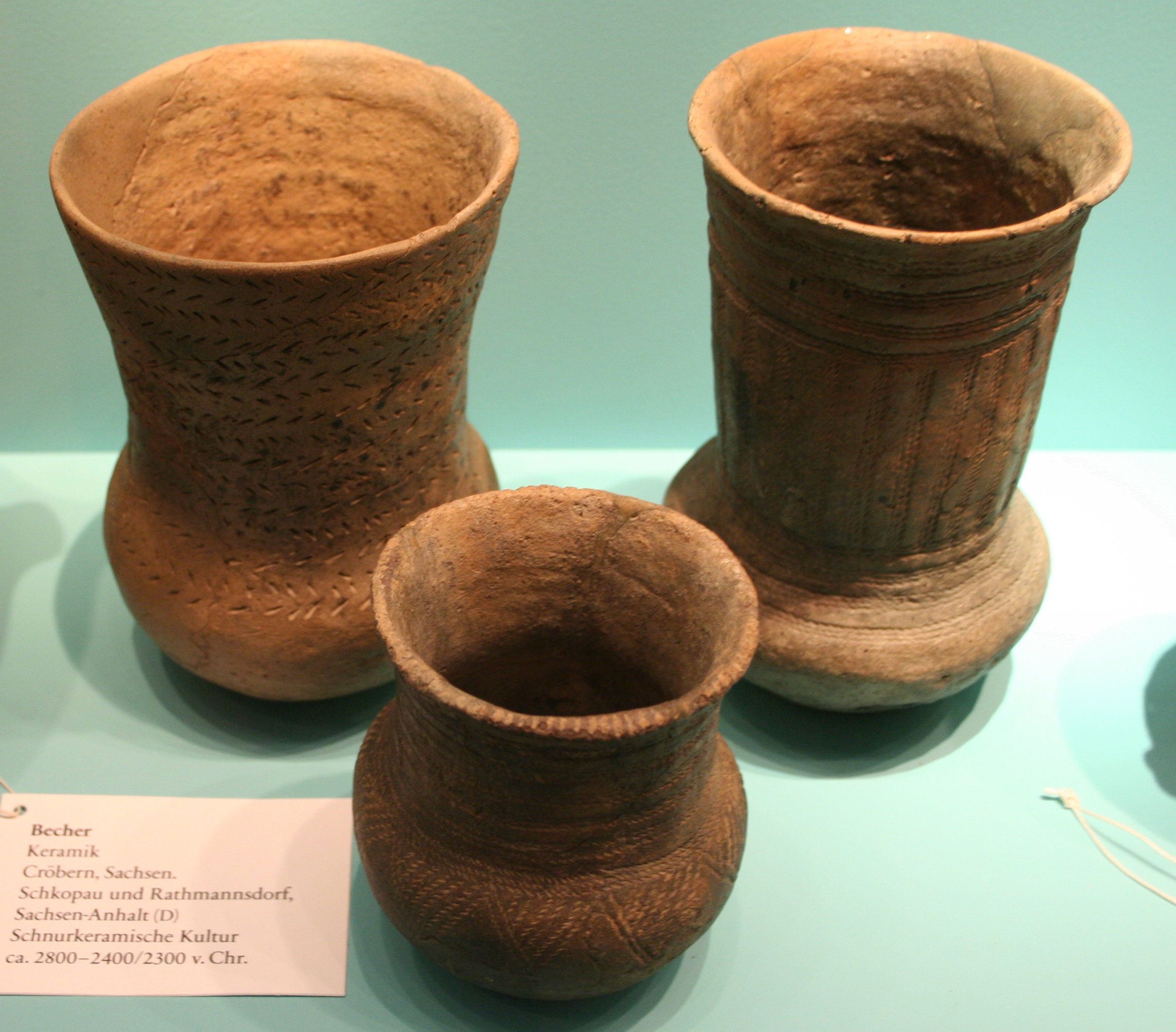
Schnurkeramische Gefäße

Ein Seilstab (Taustab, Tauband) ist eine seilartig gewundene Sonderform des vertikalen Rundstabes. Auch horizontale Wulstringe an Säulen, Kapitellen oder Taufsteinen können seilartig verdreht sein; letztere scheinen sich jedoch von der Grundidee her eher von der Handwerkskunst des Korbflechtens ableiten zu lassen.

## Ursprung
Schnüre, Kordeln und später Seile waren schon in den Kulturen des Alten Orients, Ägyptens und in der Antike bekannt und in vielfältiger Weise in Gebrauch; die Schnurkeramiker verwendeten sie im 3. Jahrtausend v. Chr. zur Herstellung der charakteristischen Muster in ihren Töpferwaren. Im Mittelalter waren sie als vielfältig einsetzbare Hilfsmittel im Transportwesen, der Seefahrt, im Kriegs- und im Bauwesen (Lastenaufzug mit Tretrad, Rechenseil) weit verbreitet. Zu einem unbestimmten Zeitpunkt wurde die charakteristische Seil- oder Tauform auch als Schmuck- und Architekturornament nachgeahmt.

## Verbreitung
Abgesehen von wenigen frühen Beispielen findet man Seilstäbe hauptsächlich als rahmendes oder begleitendes Element von hoch- und spätmittelalterlichen Bauteilen (Portale, Fenster, Bögen) aber auch als Gliederungselemente auf Wandflächen etc., vorzugsweise im von der Seefahrt geprägten Manuelinischen Stil Portugals. Auch in der persischen und der späteren Mogul-Architektur Nordindiens treten sie in Erscheinung.

## Formen
Während die europäischen Beispiele nur selten Anfangs- und Endstücke zeigen, entwickeln sich die vorderasiatischen und indischen Beispiele regelmäßig aus herabhängenden Seilenden.

## Beispiele

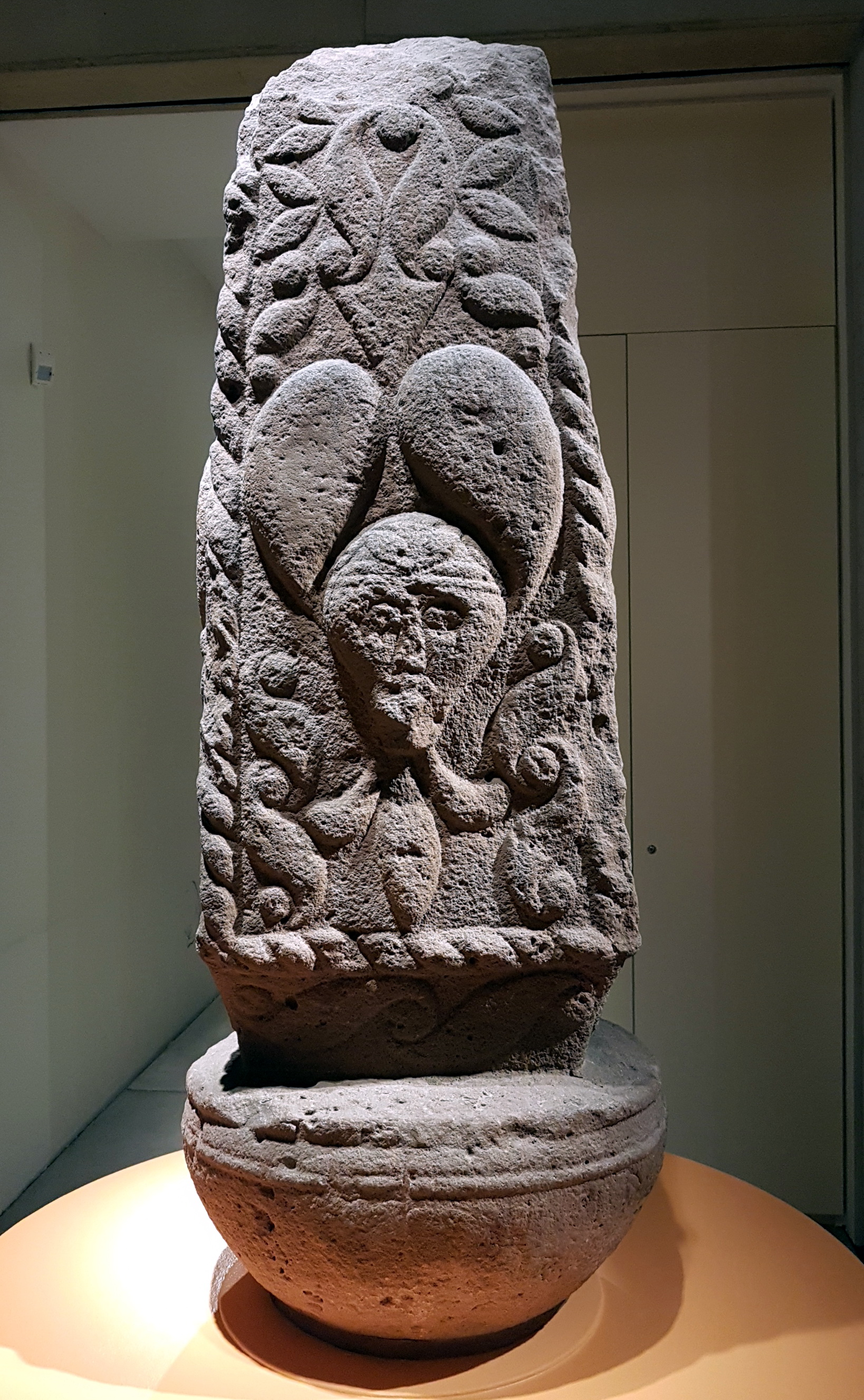
Pfalzfelder Säule im Rheinischen Landesmuseum in Bonn (4. Jh. v. Chr.)
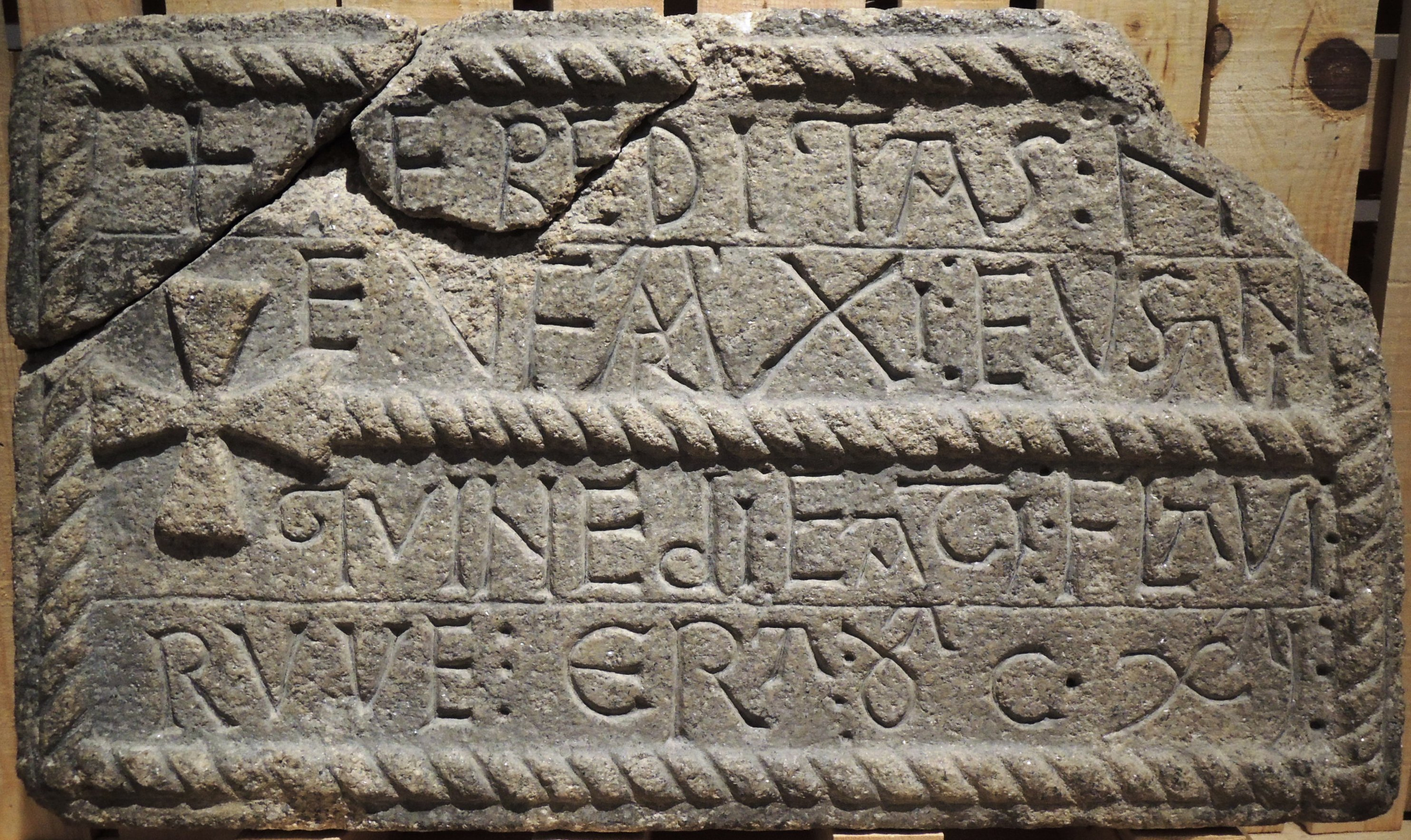
Gründungsstein des Felsenklosters San Pedro de Rocas, Galicien (6. Jh.)
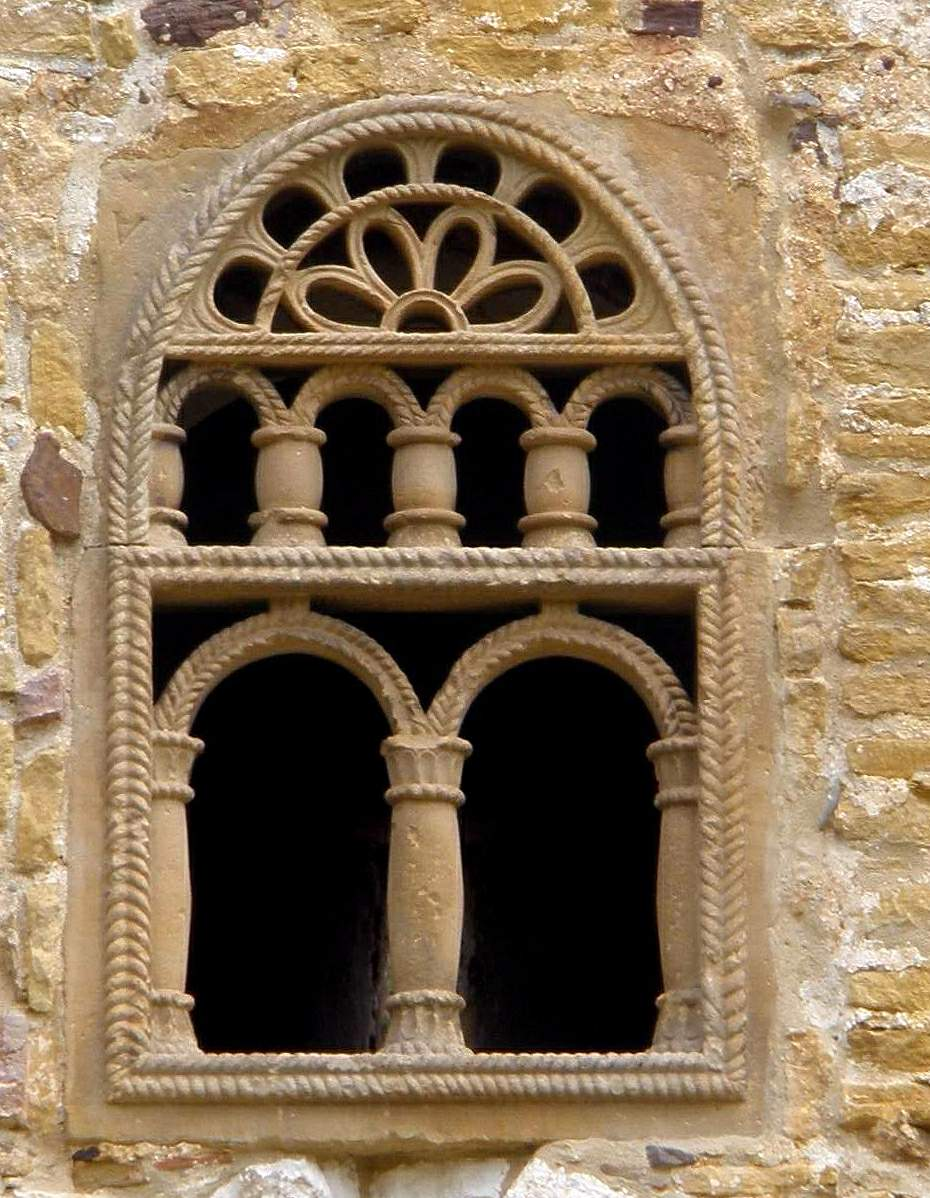
Seilstäbe als Fensterrahmungen, San Miguel de Lillo, Oviedo (9. Jh.)
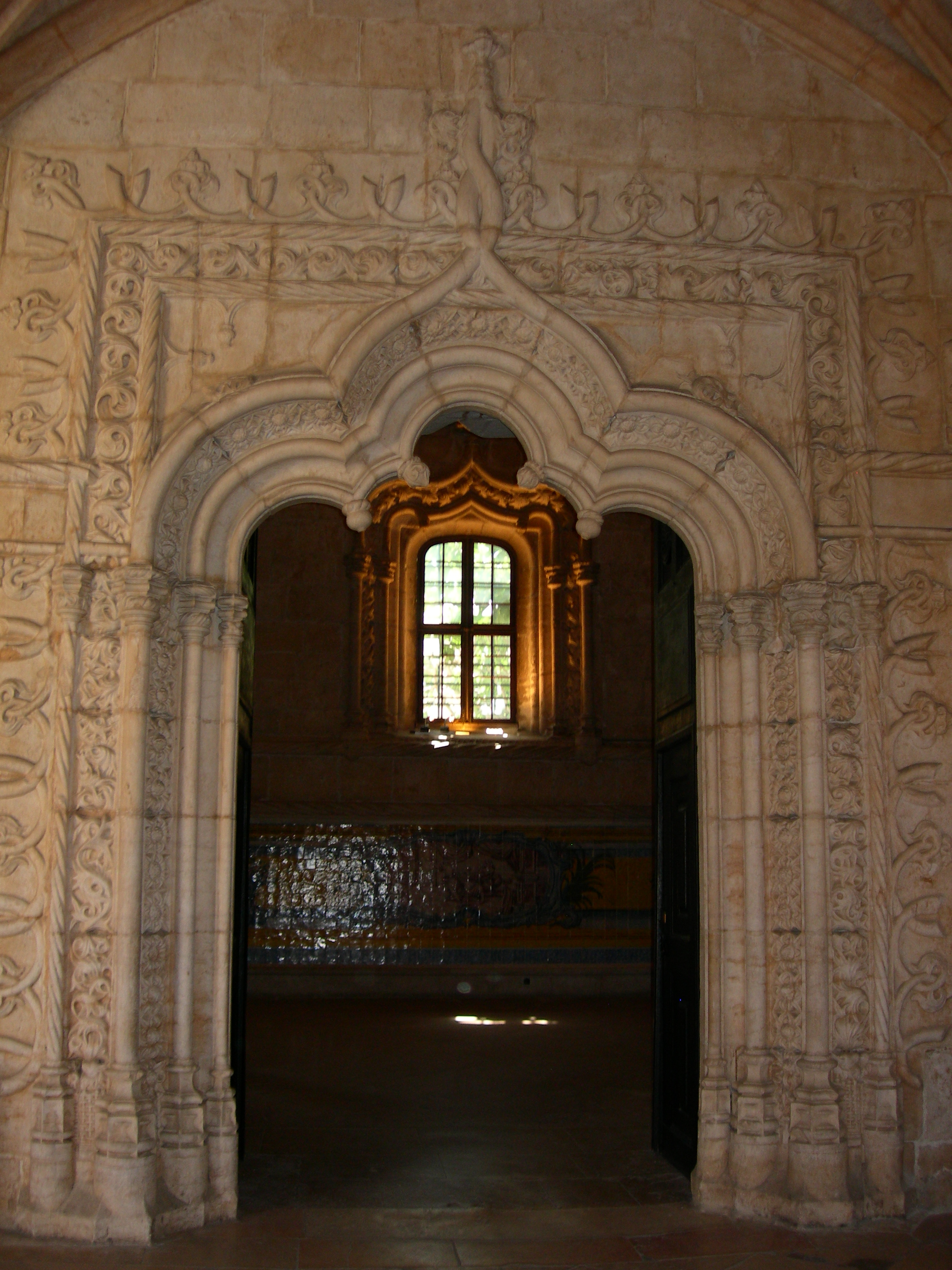
Seilstab als Portaleinfassung, Hieronymuskloster, Lissabon (16. Jh.)
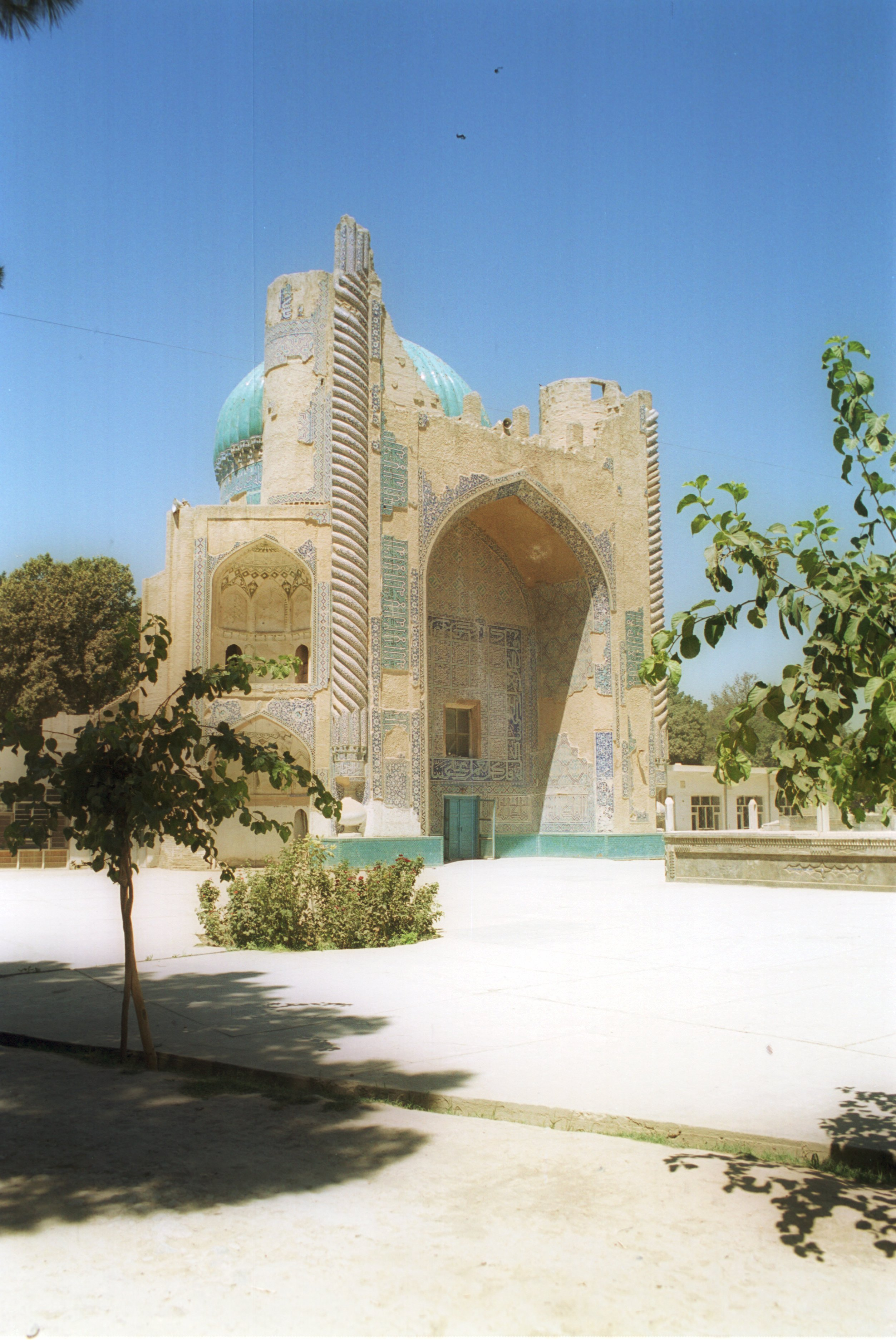
Überdimensionierte Seilstäbe als Portalrahmung, Schrein von Khwaja Abu Nasr Parsa in Balch, Afghanistan (um 1590)
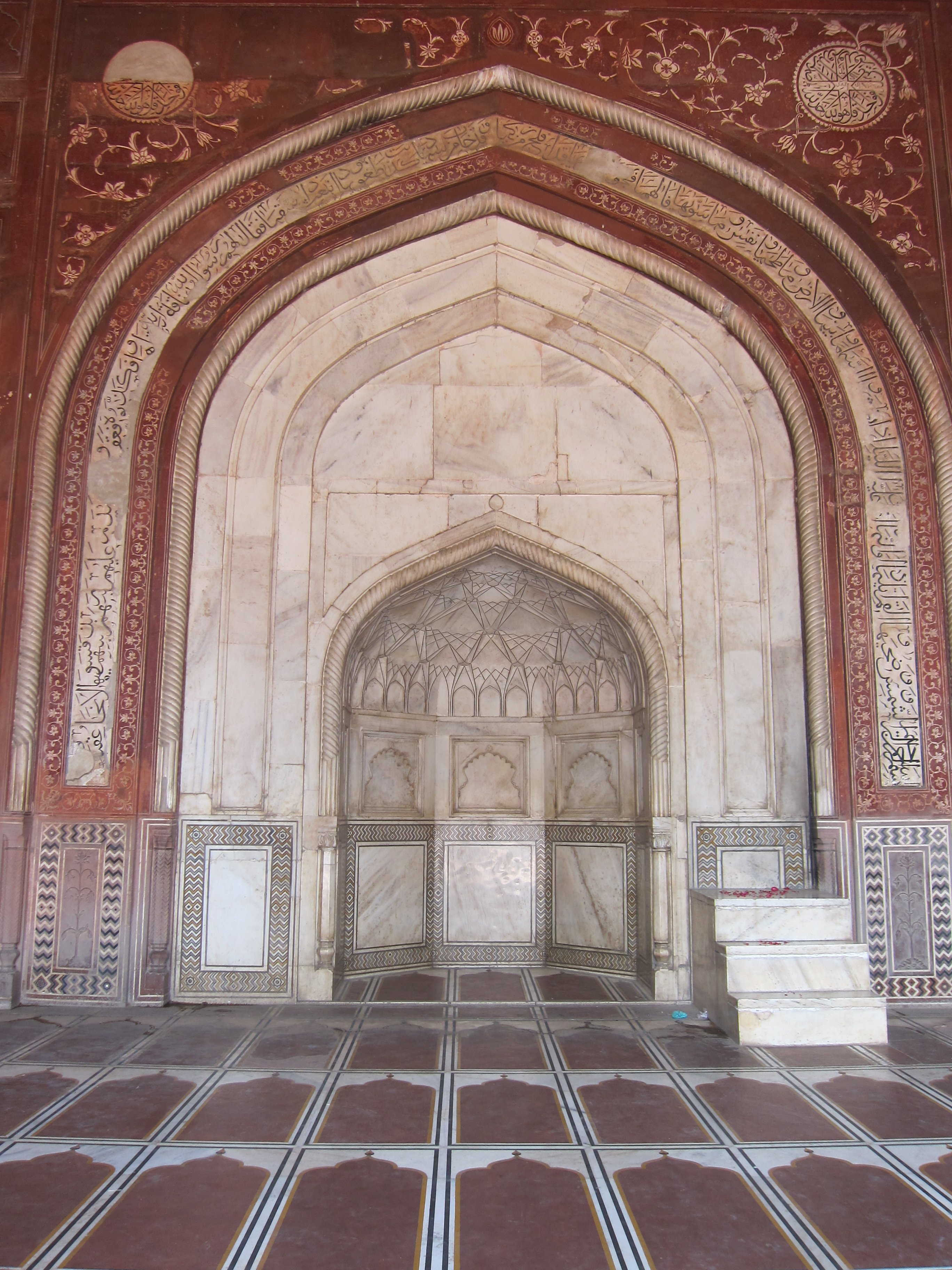
Seilstäbe als Teile der Mihrab-Einfassung in der Moschee des Taj Mahal, Agra (17. Jh.)

## Sonstiges
Seilstäbe entsprechen in ihrem Aussehen in etwa der in sich gedrehten Form des Narwal-Stoßzahns (Ainkhürn). Darüber hinaus bestehen entfernte Ähnlichkeiten zu gedrehten Säulenschäften der Romanik und Arbeiten der Goldschmiedekunst. Die unteren und oberen Ränder von Körben oder Korbsesseln können ebenfalls seilartig verdreht sein.